# Tempererat klimat

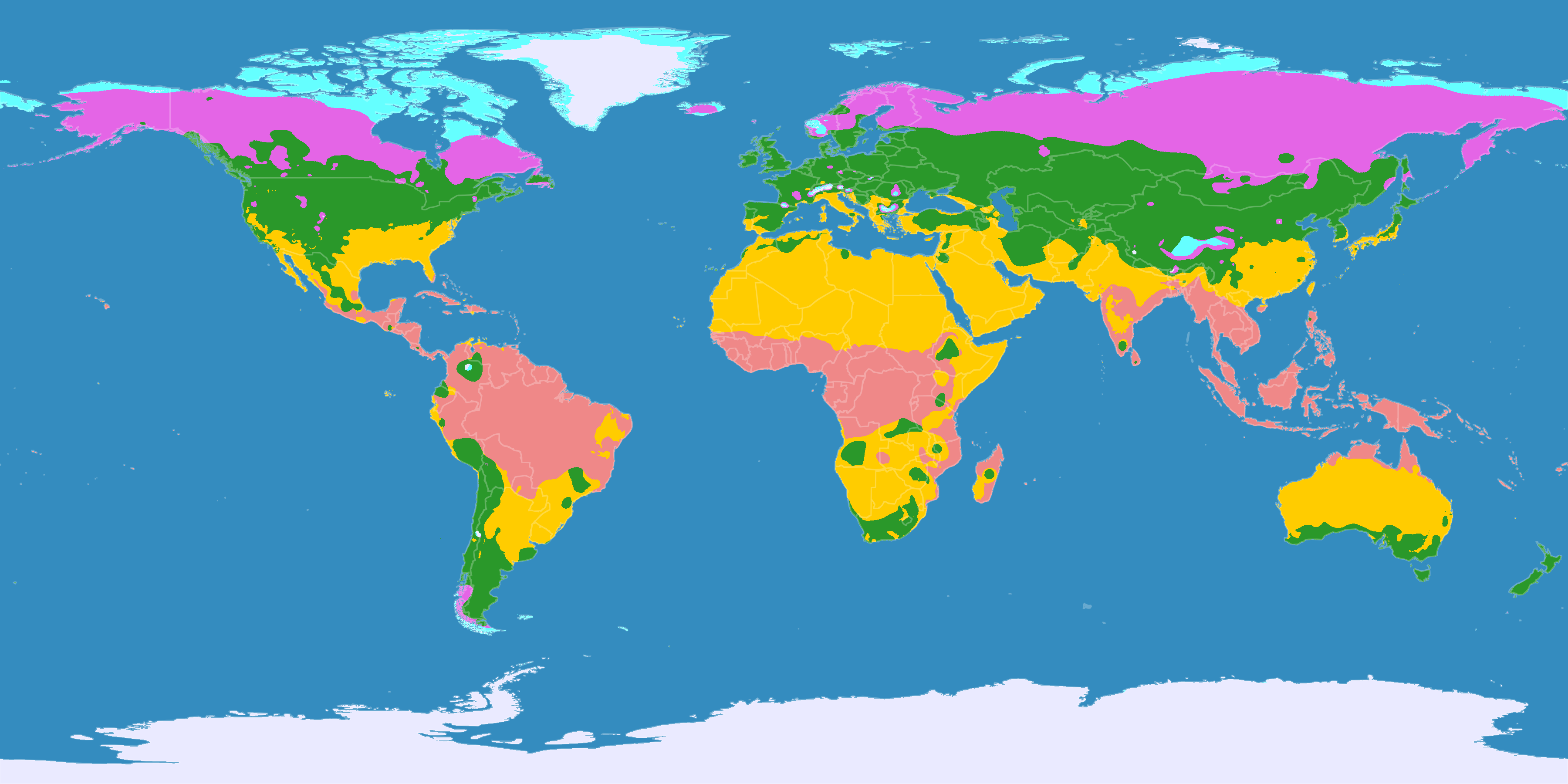
Världskarta över klimatzoner med tempererat klimat i grönt.

Tempererat klimat är det klimat som befinner sig mellan det subarktiska och subtropiska klimatet och även till viss del också ingår i dessa. Områden med tempererat klimat har fyra årstider.
Det finns olika syn på hur varma klimat som fortfarande räknas som tempererade. En bred definition är att medeltemperaturen den kallaste månaden är under 6 °C och den varmaste månaden är över 10 °C och som grov uppdelning används begreppen varmtempererat och kalltempererat klimat. 
Det kalltempererade klimatet definieras av att temperaturen den kallaste månaden är under 0 °C grader och det varmtempererade över 0 °C. Det finns sex olika tempererade zoner: regnskogsklimat, barrskogsklimat, lövskogsklimat, grässtäppklimat, buskstäppklimat och ökenklimat. 
Det finns flera olika indelningar av klimattyper inom det tempererade klimatet, bland annat subarktiskt klimat.
På norra halvklotet går den tempererade zonen ungefär mellan breddgraderna 40ºN och 65ºN. Skandinavien ligger delvis i tempererat klimat.